# Смоларски водопад
Смоларският водопад (на македонска литературна норма: Смоларски Водопад) се намира в северните склонове на планина Беласица в Северна Македония. Разположен е на 630 m н.в. по поречието на река Ломница, приток на река Струмешница. В близост до водопада е село Смоларе. Височината на водния пад е 39,5 m, което го прави най-високият постоянен водопад в Северна Македония и най-високият в планина Беласица.
От 2003 г. до водопада е изградена екопътека с дължина 580 m. Близо до началната ѝ точка през 2007 г. е изграден пазар, на който се предлагат сувенири и пресни плодове и зеленчуци, както и мед от местни производители. Пътеката от 300 каменни стъпала преминава през вековна букова гора и завършва с мост над Белве дере.

## Външни прерпратки
- Водопадите на Беласица Архив на оригинала от 2016-03-04 в Wayback Machine.